# Narancssárga-csőrű rigótimália
A narancssárga-csőrű rigótimália (Turdoides rufescens) a madarak osztályának verébalakúak (Passeriformes) rendjébe és a Leiothrichidae családjába tartozó faj.
Magyar név forrással, nincs megerősítve.

## Rendszerezése
A fajt Edward Blyth angol zoológus írta le 1847-ben, a Malacocercus nembe Malacocercus rufescens néven. Egyes szervezetek a Malacocircus nembe sorolják Malacocircus rufescens néven.

## Előfordulása
Dél-Ázsiában, Srí Lanka déli részén honos. A természetes élőhelye a szubtrópusi vagy trópusi síkvidéki esőerdők és cserjések, valamint ültetvények. Állandó, nem vonuló faj.

## Megjelenése
Testhossza 25 centiméter.

## Életmódja
Rovarokkal táplálkozik.